# Cultura das Filipinas

## Religião
Historicamente, as duas principais religiões das Filipinas são o islamismo e o catolicismo. O islamismo foi introduzido no sul do país através da expansão comercial dos árabes no sudeste da Ásia no século XIV. Em 1521 com a chegada de Fernão de Magalhães foi introduzida a religião católica no norte do país, limitando a expansão do islamismo.
Em 1899, com a chegada dos primeiros missionários presbiterianos e metodistas durante a guerra hispano-americana foi introduzido o protestantismo. A seguir chegaram representantes de outras denominações tais como os batistas, os episcopais, os discípulos de Cristo, os congregacionistas, as igrejas de Deus e outros.
No início do século XX também foram organizadas duas igrejas locais independentes: a Igreja filipina Independente (Aglipay) em 1902 e a Igreja de Cristo (Iglesia ni Cristo) em 1914.
Hoje a maior parte da população das Filipinas professa a fé Católica.

## Turismo cultural

### Santuários, museus e locais turísticos
A capital tem muito mais requisitos a oferecer. Anote algumas sugestões no setor histórico, artístico e cultural que devem entrar na sua agenda:
Malacañang Palace - Também chamado May Lakan Diyan, que quer dizer "mora um nobre lá, o palácio, atualmente com 200 anos, foi sede de governo. Esta servindo como museu desde a revolução de 1986 que colocou Corazon Aquino no poder. Visitas devem ser marcadas com antecedência.
Palácio Coconut - Fica numa área de 21 hectares do complexo de Centro Cultural e apresenta mostra da arte filipinas relacionada com o uso dos coqueiros, o símbolos filipino de vida e abundãncia. Em seu interior há sete suítes, mostrando regiões diferentes e costumes indígenas típicos de cada grupo.
Museu do Banco Central - Localizado na Roxas Boulevard, este museu tem um acervo de moedas e notas desde a época dos gregos e romanos até a forma moderna, e inclui moedas das Filipinas de 1828 à 1837;
Intramuros - Uma "cidade fortificada" construída no século XVI por Miguel Lopes de Legaspis para proteger Manila contra os ataques dos holandeses, portugueses e piratas Sulu. Era sede das autoridades espanholas e suas culturas e foi destruída por uma bomba na 2.ª Guerra Mundial. Está sendo reconstruída e tem no centro a Praça San Luiz, um complexo que fica ao longo da Rua Real, a mais importante de Intramuros.
Museus das Conchas - Na 178 A . Mabini Street, Malate, guarda a maior coleção das mais raras conchas marítimas encontradas no mundo, conservadas dentro de reservatórios de vidro. Há raridades como Conus gloriamaris (a glória do oceano) e a Callistocypraea aurantium (concha dourada que serve como moeda para muitas tribos da região).
Museu de Artes e Ciências - Universidade de Santo Tomas, inaugurada em 1682 como "Gabinete de Física", com uma coleção de plantas e animais que serviam para as pesquisas dos estudantes de medicina. Hoje, preserva artefatos e espécimes da história natural e da herança cultural filipinas, além de 2000 pinturas religiosas, esculturas e outros aparelhos de arte.
Museu Memorial Lopez - Fundado pelo industrial filipino Eugênio Lopes para preservar a herança filipina, tem uma coleção de mais de 13 mil títulos. O acervo inclui um original de "Geografia", de Ptolemy e uma das três cópias existentes no mundo de "De Molluccis", da Maximillanus Transylvanus. No térreo e quatro andares estão as obras dos artistas filipinos, conhecidos mundialmente, Felix Ressureccion Hidalgo e Juan Luna, vencedores da Exposição de Madri, na Espanha.
Museu San Agustin - Na igreja de San Agustin, Intramuros. Expõe uma extensa coleção de trabalhos feitos pelos augustinianos durante a sua permanência de 400 anos nas ilhas.
Fort Santiago - É o marco da defesa espanhola contra a invasão dos inimigos que vinham até a baía de Manila. Podem ser vistas as celas e câmaras de tortura destinadas aos revolucionários capturados. Também conserva a sede onde ficou o herói nacional José Rizal, antes da sua execução em 1896. O local é reservado como santuário e está aberto ao público.
Centro Cultural das Filipinas - Complexo CCP, construído ao longo da Roxas Boulevard, na baia de Manila, para simbolizar o desenvolvimento cultural do país. O projeto é do arquiteto filipino Leandro Locsin, inclui teatro, galeria de arte e um museu. Não muito distante fica o teatro de Artes Folclóricas, do mesmo arquiteto e com capacidade para dez mil pessoas. De CCP ainda fazem parte o Centro Cinematográfico de Manila, a Philtrade (Exposição Comercial Filipina) e o Centro de Convenções Internacionais.
Catedral de Manila - Sede da arquidiocese católica da Manila, a catedral fica na Praça Roma, Intramuros. Destruído na 2a Guerra Mundial, este templo, que data do século XIV, foi reconstruído no período de 1958. Das obras de arte externas, destacam-se as janelas de pedra e vidro, cobrindo mais de 300 metros quadrados, projeto do artista filipino Galo Ocampo.
Igreja de San Augustin - É o mais antigo monumento de pedra no país e está localizado logo após a Casa de Manila. Foi construído por Legaspi e pintado por artistas italianos em 1879–80. A igreja tem capelas dedicadas a vários santos, com púlpitos e colunas de estilo predominantemente barroco. Uma pequena capela à esquerda do grande altar guarda os restos mortais do conquistador espanhol.
Praias brancas - Quem deseja conhecer as praias brancas também encontrará pacotes para um noite ou três dias e duas noites, com acomodações e café da manhã. Há também excursões que incluem mergulhos e serviços de guias especializados, mas a hospedagem as refeições são pagas a parte. Balneários luxuosos como a ilha Boracay em Aklan, Panay, conhecido como a praia mais bonita do mundo; El Nido em Palawan e maiorias das praias neste lugar; Praias de Alubijod em Ilha Guimaras lloilo; estância Puerto Azul intercontinental, nos arredores de Batangas, e Punta Baluarte em Mindoro, ambos ficam a três horas de carro e bote de motor; e maiorias das praias em Mindanao. Todos com muitas opções de lazer e bons serviços aos turistas, em hotéis e bangalôs de bom nível.
Parques - As Filipinas tem muitos parques. Entre eles são: Parque Rizal, em Manila; o Ninoy Aquino National Park em cidade de Quezon; parques naturais em Laguna, palawan, Davao em Monte Apo, Kidapawan em Mindanao, e as Cordilleras em Luzon.

## Turismo gastronómico
Comidas e Bebidas Típicas:
Existe uma variedade grande de comidas típicas (sinigang, adobo, relyeno, pakesin, etc.), podendo a mesma ser considerada como um apanhado das melhores receitas de origem espanholas, malacia, chinesa e americana, dando um caráter próprio filipino. Os pratos com frutos do mar são largamente utilizados.
Bebidas Típicas - Tuba e Lambanog- confeccionadas com o líquido obtido do coqueiro ou palmeira.
Quem já esteve nas Filipinas costuma dizer que o seu povo tem pela vida o mesmo amor que sente pela boa comida. Os pratos, devido a qualidade da terra e a no mar, são típicos e delicados e não tem a condimentação das demais cozinhas asiáticas, excetuando-se as especialidades dos Bicolanos, llongos, llocanos, Cebuanos, Capampangan, árabes, e chineses.
Para os turistas,a melhor introdução á cozinha regional é o adobo, uma tenra carne de galinha ou porco, comida com alho, molho de soja, vinagrete e molho de louro. Experimente também o Sinigang, a sopa feita com legumes, carne, camarões ou peixes. O Kare-Kare, é outra comida filipina feito de pedaço de carne cozida e legumes em molho de nozes; e o Lechon, um porco inteiro, recheado com folhas e tostado no fogo, prato de resistência de qualquer celebração filipina, serviço principalmente nas festas.
No dia-a-dia dos filipinos não pode faltar o arroz, servido em grandes porções. As refeições mais tradicionais são o leche flan (manjar); macapuno (coco em molho e uma geléia feita da fruta nativa, o inhame, chamado de uve) e o petisco halo — halo, feijão e frutas com gelo moído, acompanhado por leite. As bebidas típicas mais conhecidas são a tuba e a lambanog, produzidas a partir do líquido extraído do coqueiro ou da palmeira.
A capital das Filipinas não se limita, porém, a cozinha regional. São numerosos os restaurantes que servem pratos da culinária chinesa, japonesa, tailandesa, turca, mexicana e vietnamita. Quem tem pressa pode se dirigir às lanchonetes, que servem pizas e hambúrgueres, ou as cadeias de estabelecimentos que fornecem comida rápida.

## Rede Hoteleira
A rede hoteleira de Manila tem estabelecimentos luxuosos, com serviços de padrão internacional. O maior é o Westin Philippine Plaza, com 620 quartos e 53 suítes. Seguem-se o Manila Península com 514; Silahis Internacional e Manila Hotel com 506; Manila Midtown, com 457; Manila Garden, com 453; Mandarin Oriental, com 428; Century Park Shereton, com 406; Cebu Plaza, com 398; Manila Hiltom Internacional, com 390; IntercontinentalManila, com 337; Puerto Azul Beach, com 332; Holiday Inn Manila, com 284 e Hyatt Regency, 232 quartos. Os Hotéis de quatro estrelas cobram, em média, de US$ 40 a US$ 60 e os de cinco estrelas, de US$ 50 a US$ 80, mais uma taxa de 25% (incluindo a de serviço).
| Imagem: Igrejas Barrocas das Filipinas | A arquitectura e Cultura das Filipinas incluem o sítio "Igrejas Barrocas das Filipinas", Património Mundial da UNESCO. |  |